# Domácí pekárna

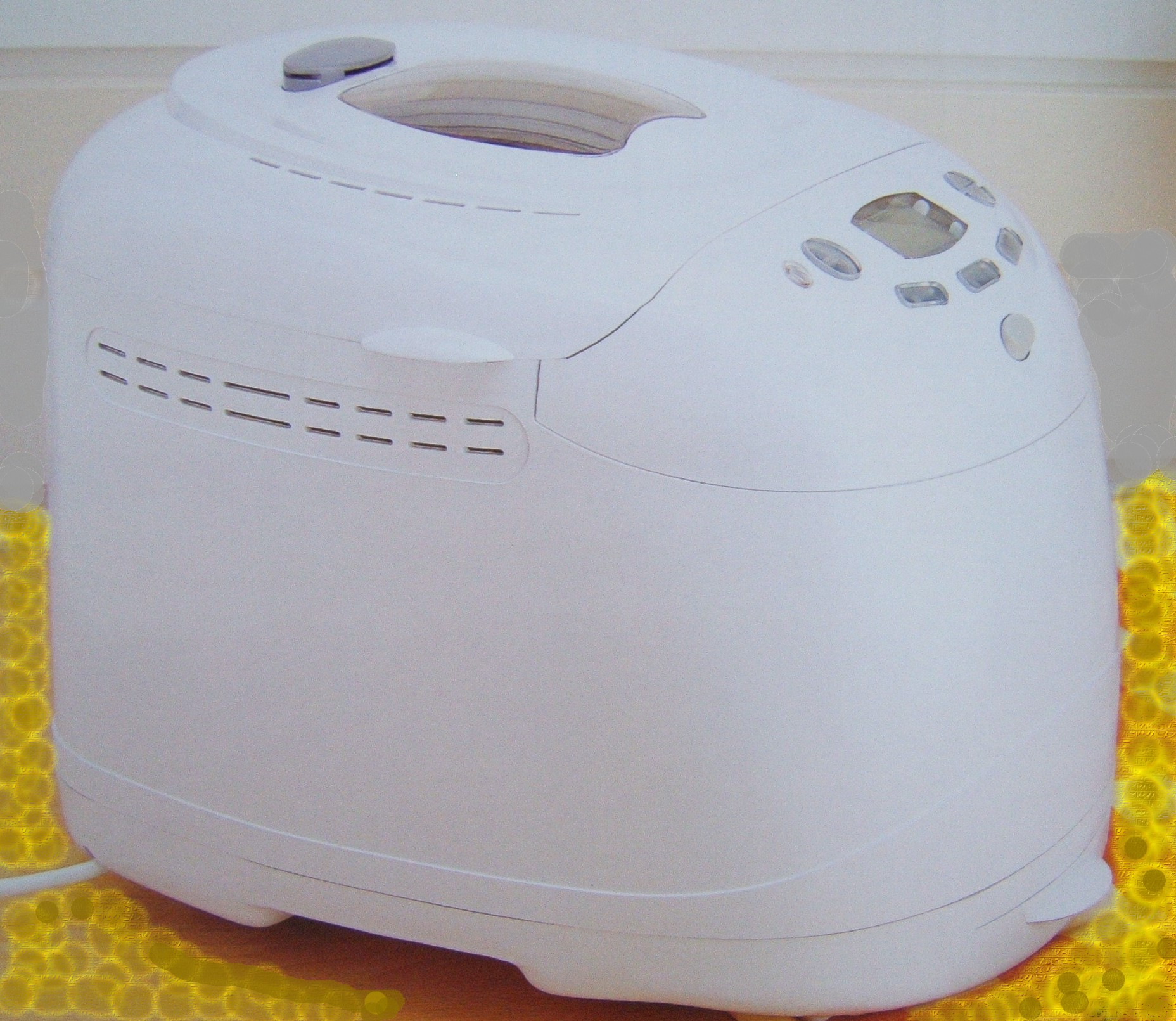
Domácí pekárna

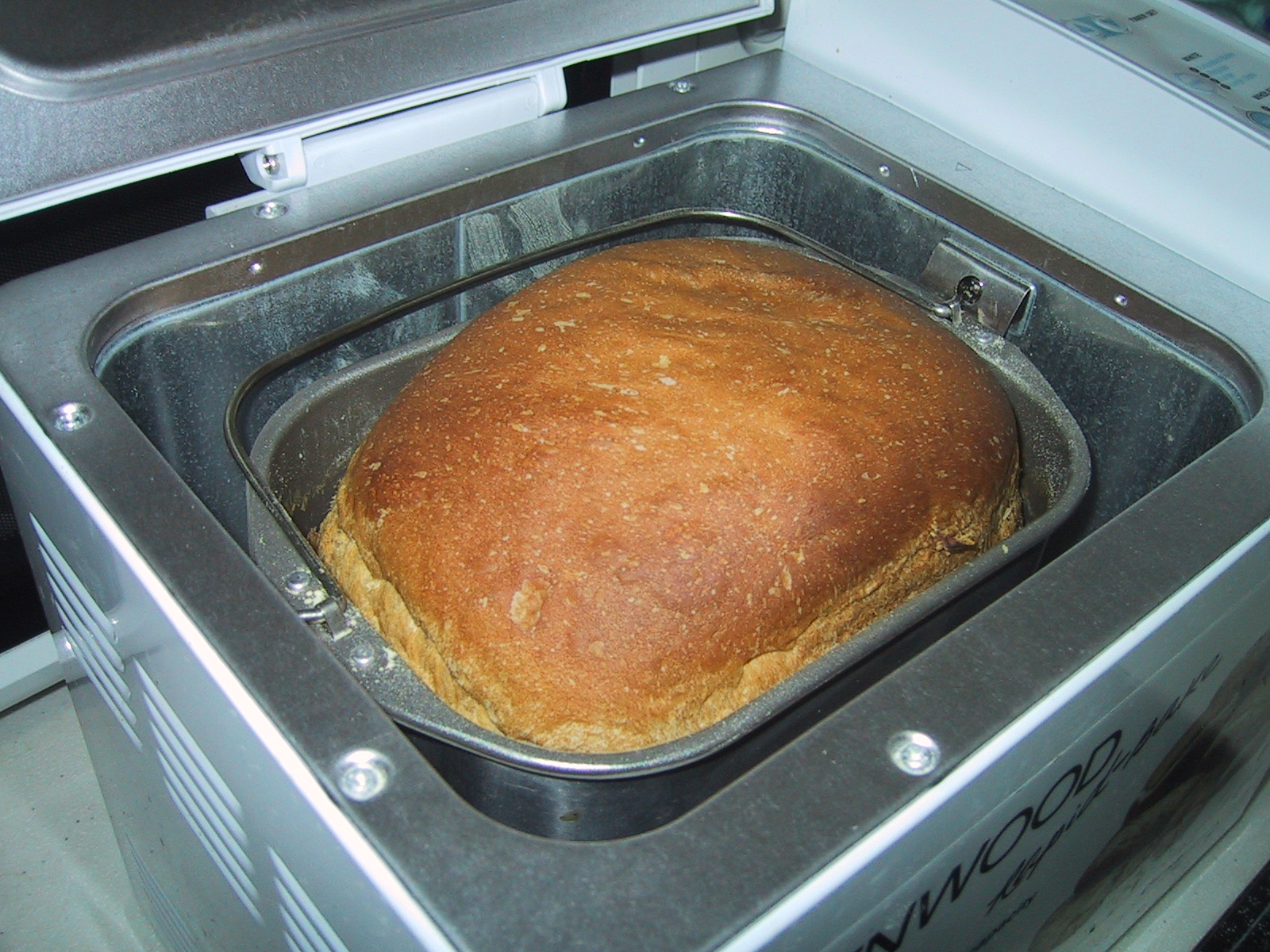
Čerstvě dopečený chléb v domácí pekárně

Domácí pekárna je plně automatický elektrický spotřebič pro přípravu chleba v domácnosti. Skládá se z pečicí pánve a obvykle dvou hnětacích nožů umístěných uprostřed pánve. To vše je vloženo ve speciální malé troubě s ovládacím panelem. V pekárně je možné udělat několik druhů chleba (bílý, tmavý, celozrnný, francouzský, bezlepkový, aj.), některé druhy koláčů a u některých druhů pekárny i marmeládu.

## Historie
První domácí pekárny se začaly používat v Japonsku v roce 1986. V dalším desetiletí se staly populární ve Spojeném království a Spojených státech amerických. Později se rozšířily do ostatních zemí.

## Použití

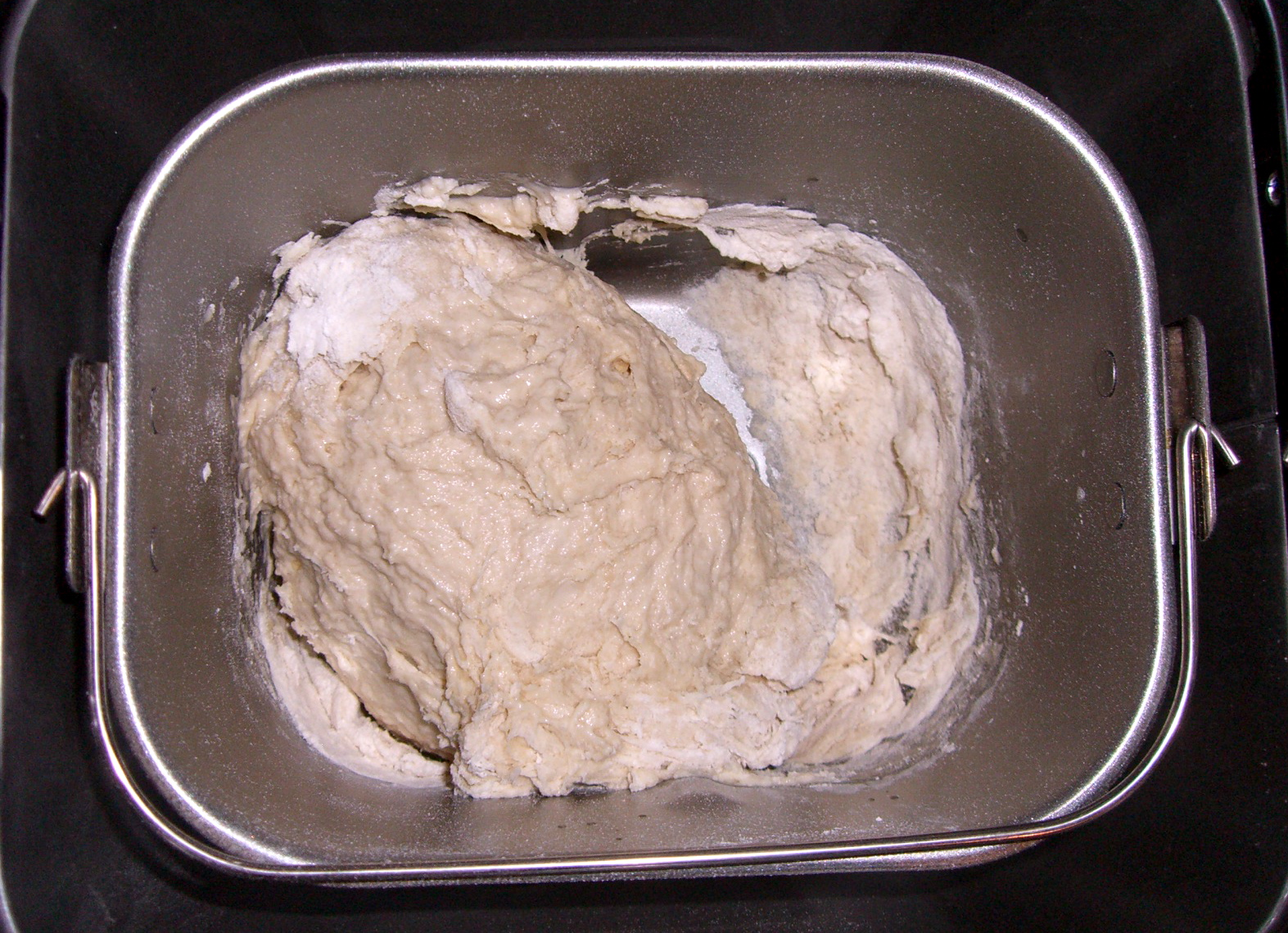
Těsto při hnětení

Pro přípravu obyčejného chleba je zapotřebí voda, mouka, sůl, cukr, kvasnice (droždí) a tuk či olej. Na dno pánve se nalije voda a na ni se nasype mouka tak, aby pokryla povrch vody. Je možné použít různé druhy mouky. Její výběr poté rozhoduje o druhu chleba. Do krajů pečicí pánve se přidá sůl, cukr a tuk nebo olej. Tuk může by měl být rostlinný a olej olivový. Doprostřed mouky se udělá prstem malý důlek, ale ne až na vodu, a do něj se nasype droždí tak, aby se nedostalo do kontaktu s vodou nebo solí a těsto nezačalo předčasně kynout. Tento postup je vhodný hlavně při přípravě chleba s odložením začátku procesu. Nakonec se nastaví typ pečení, velikost chleba, některé pekárny také dovolují nastavit propečení kůrky chleba a odložení začátku procesu, je-li to potřeba. Některé pekárny dovolují odložení začátku o patnáct i více hodin. Po tomto je proces plně automatický. Během hnětení těsta je možné přidávat různé suroviny pro poupravení konzistence těsta nebo například semínka a před posledním kynutím je možné ještě vytáhnout hnětací nože, které jinak musí být odstraněny po upečení chleba a zanechají v něm malé díry. Po dopečení se chléb vyklopí z pečicí pánve a nechá vychladnout.
Nevýhodou těchto zařízení je nedostatek povrchového tepla, což způsobuje tenkou kůrku a její menší opečení.